# Down Low (Nobody Has to Know)
Down Low (Nobody Has to Know) je píseň amerického zpěváka R. Kellyho, na které hostují The Isley Brothers. Píseň pochází z jeho druhého alba R. Kelly. Píseň sám napsal i produkoval.
Píseň se objevila v jedné epizodě seriálu Moesha a ve filmu Mládí v trapu.

## Hitparáda
| Země   | Umístění |
| ------ | -------- |
| US 100 | 4        |
| US R&B | 1        |
| UK     | 23       |